# Моріс Банід
Моріс Банід (фр. Maurice Banide, 20 травня 1905, Монпельє — 20 травня 1995, Монморансі) — французький футболіст, що грав на позиції півзахисника.
Виступав, зокрема, за клуби «Страсбур», «Мюлуз», «Клуб Франсе» і «Расінг» (Париж), а також національну збірну Франції.

## Клубна кар'єра
У дорослому футболі дебютував 1925 року виступами за команду «АС Франсез», в якій провів два сезони.

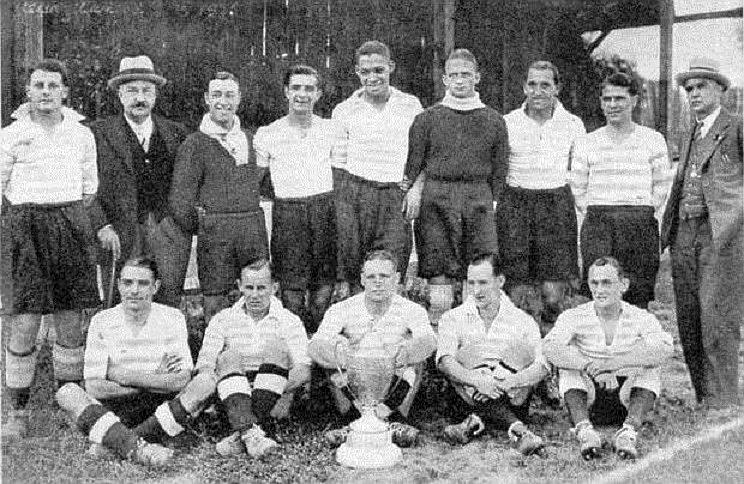
«Расинг» — володар кубка Франції 1936 року. Банід — четвертий зліва у верхньому ряду.

Згодом з 1927 по 1934 рік грав у складі команд «Парі Ест», «Страсбур», «Мюлуз» та «Клуб Франсе».
1934 року перейшов до клубу «Расінг» (Париж), за який відіграв 5 сезонів. Більшість часу, проведеного у складі паризького «Расінга», був основним гравцем команди. Завершив професійну кар'єру футболіста виступами за команду «Расінг» (Париж) у 1939 році. У складі «Расинга» став чемпіоном Франції і двічі володарем Кубка Франції.

## Виступи за збірну
У складі національної збірної Франції був у заявці на футбольний турнір на Олімпійських іграх 1928 року в Амстердамі. Дебютував в офіційних матчах у складі збірної лише наступного 1929 року.
Загалом протягом кар'єри в національній команді провів у її формі 9 матчів, забивши 1 гол.
Помер 20 травня 1995 року на 91-му році життя у місті Монморансі.

## Титули і досягнення
- Чемпіон Франції (1):

«Расінг» (Париж): 1936
- Бронзовий призер чемпіонату Франції (3):

«Расінг» (Париж): 1935, 1937, 1939
- Володар Кубка Франції (2):

«Расінг» (Париж): 1936, 1939
| Дата       | Місто    | Господарі | Результат | Гості          | Турнір           | Голи | Примітки |
| ---------- | -------- | --------- | --------- | -------------- | ---------------- | ---- | -------- |
| 24/02/1929 | Коломб   | Франція   | 3 – 0     | Угорщина       | товариський матч | 1    |          |
| 24/03/1929 | Париж    | Франція   | 2 – 0     | Португалія     | товариський матч | -    |          |
| 14/04/1929 | Сарагоса | Іспанія   | 8 – 1     | Франція        | товариський матч | -    |          |
| 13/04/1930 | Коломб   | Франція   | 1 – 6     | Бельгія        | товариський матч | -    |          |
| 11/05/1930 | Коломб   | Франція   | 2 – 3     | Чехословаччина | товариський матч | -    |          |
| 18/05/1930 | Коломб   | Франція   | 0 – 2     | Шотландія      | товариський матч | -    |          |
| 06/12/1933 | Лондон   | Англія    | 4 – 1     | Франція        | товариський матч | -    |          |
| 21/01/1934 | Брюссель | Бельгія   | 2 – 3     | Франція        | товариський матч | -    |          |
| 12/01/1936 | Париж    | Франція   | 1 – 6     | Нідерланди     | товариський матч | -    | 26'      |
| Усього     |          | Матчів    | 9         |                | Голів            | 1    |          |